# Patrick John
Patrick Roland John (Roseau, 7 januari 1938 – aldaar, 6 juli 2021) was van 1974 tot 1979 premier van Dominica.

## Levensloop
Patrick John volgde onderwijs op de jongensschool van Roseau en hij studeerde nadien aan het St. Mary College. Hij was daarna vier jaar werkzaam als leraar aan het St. Mary College. In de jaren 60 werkte hij op een scheepswerf en raakte hij betrokken bij het vakbondswerk. Hij werd in de gemeenteraad van Roseau gekozen en van 1965 tot 1970 was hij burgemeester van Roseau.
John was lid van de Dominica Labour Party (DLP) en hij deed mee met de verkiezingen van 1970. John werd in het parlement van Dominica gekozen (voor het kiesdistrict Roseau North) en hij was onder andere minister van Landbouw en Binnenlandse Zaken in de regering-LeBlanc. In 1974 trad LeBlanc af en werd John premier van Dominica. 
John begon zich te gedragen als alleenheerser en hij richtte de Dominica Defence Force (DDF) op om zichzelf en zijn regime te beschermen. Tijdens het wintercarnaval werd de Amerikaanse toerist John Jirasek vermoord. De student Desmond Trotter werd gearresteerd en ter dood veroordeeld door ophanging. De regering John voelde zich bedreigd door de Black Power-beweging en de Rastafari, en claimde dat het eiland onveilig werd door de Rastafari. Het parlement nam de Prohibited and Unlawful Societies and Associations Act aan dat in de volksmond "Dread Act" werd genoemd. De wet verklaarde bezitters van dreadlocks, het uiterlijke kenmerk van de Rastafari, vogelvrij. Dreads konden strafeloos worden gedood, indien ze zich in iemands huis bevonden, en de Dominica Defence Force begon een anti-Dread campagne in het binnenland waarbij een onbekend aantal doden vielen. De Dread Act werd in 1981 afgeschaft.
Op 3 november 1978 werd Dominica onafhankelijk (Commonwealth of Dominica) en werd John uitvoerend premier. Sir Louis Cools-Lartigue werd president, later opgevolgd door Fred Degazon.
Tijdens de jaren dat John premier was onderging Dominica een turbulente periode van veel stakingen en onrust. Op 29 mei 1979 werd er door DDF'ers op demonstranten voor het parlementsgebouw geschoten. Acht demonstranten raakten gewond en één werd doodgeschoten. Zuid-Afrika had een handelsembargo opgelegd gekregen door de Verenigde Naties vanwege de apartheidswetgeving. In mei 1979 was tevens onthuld dat Dominica illegaal olie had geleverd aan Zuid-Afrika. Johns regering werd tot aftreden gedwongen en tegenstanders van hem binnen de DLP namen de macht over. Oliver Seraphine werd premier en bij de verkiezingen van 1980 verloor John zijn zetel.

## Poging tot staatsgreep
Op 20 september 1980 had John een akkoord bereikt met Michael Perdue van de Ku Klux Klan voor een staatsgreep onder de codenaam Operatie Red Dog. In Dominica zou het huurlingenleger van Perdue gesteund worden door het nationale leger. Als de coup slaagde zou John worden geïnstalleerd als premier. Perdue zou US$150.000 en een hoge overheidsfunctie krijgen. Lucratieve extra's waren de drugshandel, casino's en offshorebankieren. Aan de huurlingen werd elk een voorschot van US$3.000 gegeven. De automatische wapens en een boot met nazivlag waren al aangeschaft.
Op 27 april 1981 werden in New Orleans (VS) 10 man gearresteerd waaronder Ku Klux Klan leden Don Black, Larry Lloyd Jacklin en de Duits-Canadese neo-nazi Wolfgang Droege. John en tien medeplichtigen werden op Dominica gearresteerd, en de staat van beleg werd uitgeroepen. Tevens werd het nationale leger van 99 man ontbonden. Hij werd in 1981 berecht, maar werd vrijgesproken. Tijdens een hoger beroep werd hij in oktober 1985 veroordeeld tot 12 jaar gevangenisstraf. In mei 1990 kwam John vervroegd vrij.
Na zijn vrijlating was hij voorzitter van de Voetbalbond van Dominica en werkte hij als een soort huismeester van de St. John Anglican Church (Anglicaanse Sint-Janskerk).
John overleed op 83-jarige leeftijd aan de gevolgen van hartfalen.